# Тагилони (село)
Тагилони (груз. თაგილონი) или Таглан (абх. Таглан) — село в Абхазии, в Галском районе частично признанной Республики Абхазия, согласно административному делению Грузии — в Гальском муниципалитете Абхазской Автономной Республики. Расположено в 9 км к югу от райцентра (город) Гали, у реки Ингури, на административной границе с краем Самегрело и Земо-Сванети Грузии. В административном отношении село представляет собой административный центр сельской администрации Таглан.

## Границы
На западе сельская администрация Таглан (Тагилони) граничит с с/а (селом) Набакиа; на северо-западе и севере — с с/а (селом) Сида;, на востоке — с с/а (селом) Чубурхиндж; на юге, по реке Ингури, проходит граница Республики Абхазия с Грузией.

## Население
По данным переписи 1989 года на территории Тагилонской сельской администрации (сельсовета) и села жило 1184 человека, по данным переписи 2011 года население сельской администрации Таглан составило 1430 человек, в основном грузины (99,5 %).